# Il prigioniero di Zenda
Il prigioniero di Zenda (titolo originale The Prisoner of Zenda) è il più celebre romanzo dello scrittore britannico Anthony Hope.

## Trama
Rodolfo, re della Ruritania (una fittizia nazione europea), è stato drogato alla vigilia della sua incoronazione dal fratello Michael e quindi non può partecipare alla cerimonia. Per evitare che il trono possa essere reclamato dallo stesso Michael, viene chiesto al cugino britannico Rudolf Rassendyll di prendere il posto di Rodolfo, vista la somiglianza fisica con il sovrano. Il re privo di sensi viene quindi sequestrato e rinchiuso in un castello nella piccola città di Zenda. Dopo una serie di intrighi, Rassendyll si innamora della principessa Flavia, fidanzata del re, senza poterle però svelare la verità. Decide di salvare il re e guida un assalto al castello di Zenda, riuscendo a liberare il prigioniero e a rimetterlo sul trono.

## Trasposizioni in altri media

### Cinema
Dal libro sono stati tratti diversi film:
- The Prisoner of Zenda, diretto da Hugh Ford e da Edwin S. Porter (1913)
- The Prisoner of Zenda, diretto da George Loane Tucker (1915)
- Il prigioniero di Zenda (The Prisoner of Zenda), diretto da Rex Ingram (1922)
- Il prigioniero di Zenda (The Prisoner of Zenda), diretto da John Cromwell (1937)
- Il prigioniero di Zenda (The Prisoner of Zenda), diretto da Richard Thorpe (1952)
- Il prigioniero di Zenda (The Prisoner of Zenda), diretto da Richard Quine (1979)

### Teatro
- Zenda (musical 1963)

### Fumetti
- Il cartoonist americano Floyd Gottfredson realizzò nel 1937-1938 la storia Topolino sosia di Re Sorcio, molto fedele al libro con Topolino protagonista.[senza fonte]
- Una delle storie a colori di Lupo Alberto intitolata "Il prigioniero di Glenda", vede Mosè e Alberto atterrare di fortuna a "Spietovia" dopo un incidente in mongolfiera, dove dei ribelli obbligano Mosè a sostituirsi al loro capo che pubblicamente verrà processato l'indomani dalla principessa Glenda.